# Shea Neary
James Patrick „Shea“ Neary (geboren am 18. Mai 1968 in Kensington, Liverpool, Lancashire, Vereinigtes Königreich) ist ein ehemaliger britischer Profiboxer, der von 1992 bis 2000 an Wettkämpfen teilnahm. Er hielt den WBU-Titel im Halbschwergewicht von 1996 bis 2000 und kämpfte im letzten Jahr einmal um den Commonwealth-Titel im Halbschwergewicht.

## Amateur-Karriere
Neary kämpfte ab seinem 15. Lebensjahr als Amateur und konnte eine Bilanz von 21 Kämpfen und 3 Niederlagen vorweisen.

## Profi-Karriere
Sein Profidebüt gab Neary am 3. September 1992, als er den ebenfalls debütierenden Simon Ford in der ersten Runde durch K. o. besiegte. Am 8. September 1995 gewann Neary seine erste regionale Meisterschaft, den vakanten British Central Area Titel, indem er Nigel Bradley in zwei Runden durch K. o. schlug. Drei Kämpfe später, am 26. Oktober 1996, gewann Neary durch einen einstimmigen Zwölf-Runden-Sieg über Darryl Tyson den vakanten WBU-Titel im Halbweltergewicht. Er verteidigte den Titel fünf Mal erfolgreich, wobei alle Kämpfe landesweit in der ITV-Sendung The Big Fight Live ausgestrahlt wurden. Bei einer dieser Titelverteidigungen besiegte er am 12. März 1998 den ehemaligen britischen Leichtgewichtsmeister Andy Holligan in der sechsten Runde.
Am 11. März 2000 kämpfte Neary gegen Micky Ward im Vorprogramm von Naseem Hamed gegen Vuyani Bungu. Dies brachte Neary zum ersten Mal internationale Aufmerksamkeit, da die Veranstaltung in den Vereinigten Staaten von HBO in deren World Championship Boxing-Serie übertragen wurde. In einem rasanten, actiongeladenen Fight fügte Ward Neary seine erste Niederlage zu, indem er ihn in der achten Runde stoppte. Der Kampf wurde 2010 in dem Film The Fighter mit Anthony Molinari in der Rolle des Neary verfilmt.
Am 25. Juli 2000 gewann Neary einen weiteren Kampf durch eine Zehn-Runden-Punktentscheidung gegen Alan Bosworth. Allerdings hatte Neary vor dem Kampf Schwierigkeiten, sein Gewicht zu halten, und es hieß, er sei unmotiviert in den Kampf gegangen. Am 11. November 2000 verlor Neary in seinem letzten Kampf gegen den damals amtierenden Commonwealth-Champion im Halbweltergewicht, Eamonn Magee, durch einen Punktentscheid. Das Ergebnis, das von Kampfrichter Roy Francis bewertet wurde, galt als umstritten.

## Privatleben
Neary's Vater zog in den 1940er Jahren von Irland nach Liverpool, und während seiner Karriere wurde Neary sowohl als Ire als auch als Scouser akzeptiert. Am 2. Mai 2011 wurde Neary nach einer Schlägerei in der Revolution Bar im Albert Dock in Liverpool verhaftet, aber im Dezember vom Vorwurf der Körperverletzung freigesprochen.
Neary's Sohn James Metcalf, der den Spitznamen „Kid Shamrock“ trägt, ist seit 2011 Profiboxer und tritt im leichten Mittelgewicht an. Er nannte seinen Vater „eine große Inspiration beim Aufwachsen“ und den Grund, warum er Boxer werden wollte.

## Rekord im Berufsboxe
| 25 Kämpfe          | 23 Siege | 2 Niederlagen |
| Durch K.O.         | 16       | 1             |
| Durch Entscheidung | 7        | 1             |

| Nu. | Ergebnis   | Rekord | Gegner                          | Typ | Runde        | Datum         | Ort der Austragung                                   | Notiz                                                                |
| --- | ---------- | ------ | ------------------------------- | --- | ------------ | ------------- | ---------------------------------------------------- | -------------------------------------------------------------------- |
| 25  | Niederlage | 23-2   | Eamonn Magee                    | PTS | 12           | 11. Nov. 2000 | Waterfront Hall, Belfast, Nord Irland                | Commonwealth light-welterweight championship                         |
| 24  | Sieg       | 23-1   | Alan Bosworth                   | PTS | 10           | 25. Jul. 2000 | Elephant and Castle Shopping Centre, London, England |                                                                      |
| 23  | Niederlage | 22-1   | Micky Ward                      | TKO | 8 (12), 2:55 | 11. Mär. 2000 | London Olympia, London, England                      | Verlor den WBU-Titel im Halbschwergewicht                            |
| 22  | Sieg       | 22-0   | Mike Griffith                   | TKO | 4 (12), 2:49 | 19. Jun. 1999 | National Stadium, Dublin, Irland                     | Verteidigt WBU-Titel im Halbschwergewicht                            |
| 21  | Sieg       | 21-0   | Juan Carlos Ceferino Villarreal | UD  | 12           | 24. Okt. 1998 | St. George’s Hall, Liverpool, England                | Verteidigt WBU-Titel im Halbschwergewicht                            |
| 20  | Sieg       | 20-0   | Naas Scheepers                  | UD  | 12           | 21. Jul. 1998 | Kingsway Leisure Centre, Widnes, England             | Verteidigt WBU-Titel im Halbschwergewicht                            |
| 19  | Sieg       | 19-0   | Andy Holligan                   | TKO | 6 (12), 2:42 | 12. Mär. 1998 | Everton Park Sports Centre, Liverpool, England       | Verteidigt WBU-Titel im Halbschwergewicht                            |
| 18  | Sieg       | 18-0   | Jeremiah Malinga                | KO  | 3 (12), 3:04 | 1. Mär. 1997  | Everton Park Sports Centre, Liverpool, England       | Verteidigt WBU-Titel im Halbschwergewicht                            |
| 17  | Sieg       | 17-0   | Darry Tyson                     | UD  | 12           | 26. Okt. 1996 | Everton Park Sports Centre, Liverpool, England       | Gewinnt den vakanten WBU-Titel im Halbschwergewicht                  |
| 16  | Sieg       | 16-0   | Terry Southerland               | KO  | 2 (8), 2:48  | 3. Feb. 1996  | Everton Park Sports Centre, Liverpool, England       |                                                                      |
| 15  | Sieg       | 15-0   | Mark Richardson                 | KO  | 1 (8)        | 24. Nov. 1995 | Bowlers Exhibition Centre, Manchester, England       |                                                                      |
| 14  | Sieg       | 14-0   | Nigel Bradley                   | KO  | 2 (10)       | 8. Sep. 1995  | Everton Park Sports Centre, Liverpool, England       | Gewinnt den vakanten British Central Area Titel im Halbschwergewicht |
| 13  | Sieg       | 13-0   | Hugh Forde                      | RTD | 6 (8). 3:00  | 16. Jun. 1995 | Everton Park Sports Centre, Liverpool, England       |                                                                      |
| 12  | Sieg       | 12-0   | Tony Swift                      | TKO | 5 (8), 0:12  | 15 Mär. 1995  | Moat House, Stoke-on-Trent, England                  |                                                                      |
| 11  | Sieg       | 11-0   | John Smith                      | TKO | 5 (8), 0:12  | 25. Jan. 1995 | European Sporting Club, Stoke-on-Trent, England      |                                                                      |
| 10  | Sieg       | 10-0   | Tony Foster                     | KO  | 2 (6)        | 7. Dez. 1994  | Trentham Gardens, Stoke-on-Trent, England            |                                                                      |
| 9   | Sieg       | 9-0    | Mark Pearce                     | KO  | 4 (6)        | 13. Jun. 1994 | Devonshire House Hotel, Liverpool, England           |                                                                      |
| 8   | Sieg       | 8-0    | Mark Antony                     | KO  | 1 (6)        | 25. Okt. 1993 | Devonshire House Hotel, Liverpool, England           |                                                                      |
| 7   | Sieg       | 7-0    | Wayne Shepherd                  | TD  | 2 (6)        | 6. Sep. 1993  | Devonshire House Hotel, Liverpool, England           |                                                                      |
| 6   | Sieg       | 6-0    | John Smith                      | PTS | 6            | 29. Mär. 1993 | Devonshire House Hotel, Liverpool, England           |                                                                      |
| 5   | Sieg       | 5-0    | Vaughan Carnegie                | KO  | 1 (6)        | 22. Feb. 1993 | Devonshire House Hotel, Liverpool, England           |                                                                      |
| 4   | Sieg       | 4-0    | Chris Saunders                  | PTS | 6            | 1. Dez. 1992  | Everton Park Sports Centre, Liverpool, England       |                                                                      |
| 3   | Sieg       | 3-0    | Jason Barker                    | TKO | 3 (6)        | 2. Nov. 1992  | Devonshire House Hotel, Liverpool, England           |                                                                      |
| 2   | Sieg       | 2-0    | Shaun Armstrong                 | TKO | 6 (6)        | 5. Okt. 1992  | Devonshire House Hotel, Liverpool, England           |                                                                      |
| 1   | Sieg       | 1-0    | Simon Ford                      | KO  | 1 (6)        | 3. Sep. 1992  | Everton Park Sports Centre, Liverpool, England       |                                                                      |